# Osyp Skrypa
Osyp Skrypa, Józef Skrzypa (ukr. Осип Скрипа; ur. 1 marca 1894 w Siedliskach, zm. 12 lutego 1929 w Pradze) – ukraiński polityk, pedagog, działacz społeczny na Chełmszczyźnie. W latach 1922–1927 był posłem na Sejm RP I kadencji, początkowo w Klubie Ukraińskim, od 1924 we frakcji USDP, następnie sekretarz klubu Komunistycznej Frakcji Poselskiej. 
Ukończył seminarium nauczycielskie w Solcu i wyższe kursy pedagogiczne w Baku, następnie pracował w szkolnictwie. Społecznik, organizował straże ogniowe, spółdzielnie i kółka rolnicze na Zamojszczyźnie. Współpracował z redakcjami gazet: „Ziemia Zamojska”, „Wpered” i „Nasze Żyt’ia”. Wiceprezes Narodowego Komitetu Ukraińskiego w Chełmie. W 1919 więziony w związku z działalnością polityczną.
W wyborach parlamentarnych w 1922 wybrany na posła do Sejmu RP z lity Bloku Mniejszości Narodowych z okręgu nr 27. W Klubie Ukraińskim reprezentował frakcję socjaldemokratyczną. W 1924 przeszedł do nowo powstałego klubu Ukraińskiej Partii Socjal-Demokratycznej (USDP), a wobec przejścia USDP na pozycje komunistyczne w kilka miesięcy później został członkiem i sekretarzem nowo utworzonego klubu Komunistycznej Frakcji Poselskiej.
Został członkiem Komunistycznej Partii Zachodniej Ukrainy i jako jej delegat brał udział w IV Zjeździe Komunistycznej Partii Polski. W wyborach parlamentarnych w 1928 został zastępcą posła z listy komunistycznej Jedności Robotniczo-Chłopskiej. W lutym 1929 uzyskał mandat po Jerzym Czeszejko-Sochackim, jednak z powodu złego stanu zdrowia z niego zrezygnował, nie składając ślubowania poselskiego.